# Chiesa della Santissima Concezione (Sutri)
La chiesa della Santissima Concezione è una chiesa di Sutri, annessa al monastero delle monache Carmelitane, che sono presenti a Sutri ininterrottamente almeno dal 1539, secondo una documentazione conservata nell'archivio vescovile della città.
Il monastero, in origine un vecchio castello medievale, donato alle Carmelitane, fu tagliato in due dall'apertura della Porta Morone nel 1570. Risale a quest'epoca la sistemazione della chiesa. La notevole altezza dell'aula interna (m. 11), se confrontata con l'esigua superficie (m. 12,5 x 6,5), fa supporre che essa possa essere la navata di destra di una chiesa più grande e precedente a quella carmelitana. Lavori di restauro eseguiti negli anni Trenta del XX secolo hanno riportato alla luce le tombe delle religiose che erano state sepolte all'interno della chiesa e nella cripta sottostante fino al 1870
La parte alta della chiesa attuale ospita il matroneo delle monache, da cui ancora oggi assistono alle funzioni liturgiche, e più in basso la cantoria. La pala dell'altare maggiore, un olio su tela del XVII secolo, raffigura la Madonna immacolata in gloria fra angeli e santi. Nella parete di destra è esposto un dipinto del XVI secolo di Martino De Voes, che raffigura la Cena di Betania.